# Munkáslevelezők
Munkáslevelezők – a munkássajtó önkéntes külső munkatársai, akik környezetükről, munkahelyükről közvetlen tudósítással járulnak hozzá a lapok közleményeihez. A magyar sajtó történetében Táncsics Mihály forradalmi lapja, a Pesten 1848-ban született Munkások Újsága bővítette és hitelesítette közügyi anyagát paraszt- és munkáslevelek közlésével, s ez a hagyomány a demokrata sajtóban, így Romániában a munkásmozgalom lapjainak hasábjain, főleg a Falvak Népében és az Erdélyi Magyar Szóban megismétlődött, sőt szervezett formát is öltött a Népi Toll Versenye keretében.
A munkáslevelezők segítségével fejlődött ki a második világháború után a kisebbségi magyar sajtó. Ferenczy Lajos Tibor sepsiszentgyörgyi géplakatos, aki több évtizedes levelezői tevékenysége alatt sok száz közléssel jelentkezett, a Korunkban így jellemezte a munkáslevelezők szerepét: "...a sajtólevelezők ezrei – belső kényszertől hajtva vagy külső biztatásra – központi és vidéki lapjaink éltetői, »anyagbeszerzői« voltak, többé-kevésbé megbízható külső munkatársai. A kevés számú szerkesztő feladata volt – többek között – összefogni a levelezők népes táborát, irányítani, tanítani az írás művészetére. És ami talán a legtöbb dolgot adott, az a gyakran szervezett versenyek reális értékelése volt, olyanszerű megszervezése, hogy a levelek számbeli és minőségi gyarapodását segítsék elő." Így alakulhatott ki a bevált munkáslevelezők közül is magának az újságíró gárdának szakmai bővülése és a készsége a valóságos helyzet mindennapi ismertetésére. Rájuk támaszkodhatott az Előre, Igazság, Megyei Tükör, Hargita, Brassói Lapok, Falvak Dolgozó Népe, legjobbjaik az irodalmi folyóiratokban is megjelentek. Legjellegzetesebb volt a Munkásélet Gyárközelben c. üzemi ciklusa: Ferenczy L. Tibor tollából. A munkáslevelezők névsorából kiemelkedő foglalkozása szerint Máthé János és Török Ferenc asztalos, Jenei Árpád bőrgyári munkás, Bajka László villanyszerelő (Sepsiszentgyörgy), Sebők Mihály vasöntő (Szentkeresztbánya), István Sándor fémforgácsoló (Kézdivásárhely), Bödör András (Kolozsvár), Dávid István (Gyergyószentmiklós), Iszlai Albert (Kolozsvár), Sára Péter (Nagyszalonta), Simó Edmund (Kovászna), Rácz Miklós (Máramarossziget), Váradi István (Kézdivásárhely), valamint a leveleit Braver Ferenc, Demeter Ferenc, Rakits Dezső aláírással jegyző három szerző.
A diktatúra voluntarisztikus túlzásai és ferdítései idején az is gyakorlat volt, hogy a rendszer álmunkáslevelek íratásával és közöltetésével nyomatékosította politikai kampányait (pl. az 1956-os magyar forradalom leverése után). A munkáslevelezők többségének tárgyilagos tényközlései azonban bizonyos mértékben fékezték a felülről megkövetelt jelszavakkal torzított képet, s a levelekben érintett hiányok, hibák és visszásságok leleplezése miatt a szerzők nemegyszer fenyegetésekben és mellőzésekben részesültek.